# GT Asia Series
Le GT Asia Series est un championnat de course automobile ayant lieu en Asie dont la première édition date de 2010. Le championnat est éligible aux voitures répondant aux spécifications FIA GT3 ainsi que du Ferrari Challenge, Porsche Cup et d'anciennes GT3, concourant alors dans la classe GTM. Ainsi les voitures peuvent être des Ferrari 458 Italia GT3, des Porsche 911 GT3-R ou encore des Aston Martin Vantage GT3.
Le promoteur est l'Asian Festival of Speed et le championnat est reconnu par la FIA.

## Historique
La première saison a lieu en 2010, avec 12 voitures inscrites. Par la suite, on comptera jusqu'à 26 voitures, voire plus, et 13 manches en Chine, en Malaisie, en Thaïlande, en Corée du Sud, à Macao et au Japon sur des circuits tels que le Twin Ring Motegi, Okayama, le Fuji Speedway, le circuit international de Sepang ou encore Zhuhai.
En octobre 2016, le championnat annonce un partenariat avec l'Asian Le Mans Series, ce qui implique la création du Michelin Asia GT Challenge où l'équipe championne dans la classe GT3 reçoit une invitation aux 24 heures du Mans.
En avril 2017, le championnat fusionne avec le Championnat de Chine de Grand Tourisme.
Depuis quelques années, le championnat subit la concurrence du Blancpain GT Series Asia et le nombre d'inscrits et d'épreuves est en baisse. En 2017 par exemple, la manche d'ouverture, à Sepang, a été annulée et en 2018, aucune épreuve ne se déroule au Japon.
| Saison | Pilotes champions | Équipes championnes                                                          | Voiture                                                                              |
| ------ | --- | ---------------------------------------------------------------------------- | ------------------------------------------------------------------------------------ |
| 2010   | Dilantha Malagamuwa | Dilango Racing                                                               | Lamborghini Gallardo LP560 GT3                                                       |
| 2011   | GT3: Weng Sun Mok GTM: Yung Luk Siu GT4: Nigei Farmer CS: Naoki Furuya                                                                                              | GT3: Team Clearwater Racing GTM: ? GT4: ? CS: ?                              | GT3: Ferrari 458 Italia GT3 GTM: ? GT4: ? CS: ?                                      |
| 2012   | GT3: Weng Sun Mok GTM: Hisamori Hayashi | GT3: Team Clearwater Racing GTM: ?                                           | GT3: Ferrari 458 Italia GT3 GTM: ?                                                   |
| 2013   | GT3: Li Zhi Cong GTM: ? | GT3: Asia Racing Team GTM: ?                                                 | GT3: Porsche 911 GT3-R GTM: ?                                                        |
| 2014   | GT3: Weng Sun Mok GTM: Jacky Yeung | GT3: Clearwater Racing GTM: Tiger Racing Team                                | GT3: Ferrari 458 Italia GT3 GTM: Audi R8 LMS                                         |
| 2015   | GT3: Darryl O'Young GTM: Jerry Wang | GT3: Craft-Bamboo Racing GTM: Absolute Racing                                | GT3: Aston Martin Vantage GT3 GTM: Audi R8 LMS Cup                                   |
| 2016   | GT3: Edoardo Liberati Andrea Amici GTM: Dilantha Malagamuwa GTC: Kantasak Kusiri Pro-Cup: Edoardo Liberati Andrea Amici Pro-Am Cup: Shaun Tong Am-Cup: Weng Sun Mok | GT3: Bentley Team Absolute GTM: Dilango Racing GTC: Singha Plan-B Motorsport | GT3: Bentley Continental GT3 GTM: Lamboghini Gallardo FL2 GTC: Ferrari 458 Challenge |
| 2017   | GT3: GTM: GTC: Pro-Cup: Pro-Am Cup: Am-Cup: | GT3: GTM: GTC:                                                               | GT3: GTM: GTC:                                                                       |
| 2018   | GT3: GTM: GTC: Pro-Cup: Pro-Am Cup: Am-Cup: | GT3: GTM: GTC:                                                               | GT3: GTM: GTC:                                                                       |

## Format des courses
Chaque week-end se compose de 3 courses : deux le samedi avec une de 30 minutes, réservée aux pilotes Bronze et une de 1 heure réservée aux pilotes Pro. La troisième course a lieu le dimanche, elle est disputée par les pilotes Bronze et Pro, mais c'est obligatoirement le pilote Bronze qui prend le départ en premier.
Il y a également 3 séances d'essais libres (deux de 45 minutes et une de 15 minutes) et 2 séances de qualification de 15 minutes.

## Circuits visités[6]
- Sepang (2010-2015, 2018)
- Autopolis (2010-2012, 2014)
- Fuji Speedway (2011-2016)
- Suzuka (2011-2012)
- Guia (2011-2015)
- Twin Ring Motegi (2013)
- Shanghai (2013-)
- Yeongam (2014-2017)
- Okayama (2015-2016)
- Buriram (2015-)
- Zhejiang (2017)
- Bangsaen (2018-)
- Ningbao (2018-)